# Хэтфилд, Чарльз
Чарльз Мэллори Хэтфилд (англ. Charles Mallory Hatfield, 15 июля 1875 — 12 января 1958) — американский предприниматель. Утверждал, что сумел открыть химическую формулу, способную вызывать дождь, однако эти заявления подверглись сомнению в научном сообществе.

## Биография
Хэтфилд родился в городе Форт-Скотт, штат Канзас, 15 июля 1875 года. Его семья переехала в Южную Калифорнию в 1880-х годах. Став взрослым, он стал продавцом в компании New Home Sewing Machine Company. В 1904 году Чарльз переехал в город Глендейл, штат Калифорния.

## Карьера
В свободное время Хэтфилд изучал плювикультуру и начал разрабатывать собственные методы получения дождя. К 1902 году он создал секретную смесь из 23 химических веществ в больших оцинкованных испарительных баках, которые, как он утверждал, притягивали дождь. Хэтфилд называл себя «ускорителем увлажнения».
В 1904 году промоутер Фред Бинни начал активную пиар—кампанию Хэтфилда. Несколько владельцев ранчо в Лос-Анджелесе увидели его рекламу в газетах и пообещали Хэтфилду 50 долларов за создание дождя. В феврале Хэтфилд и его брат Пол построили испарительную башню в городе Ла Кресцента, где Хэтфилд выпускал свою смесь в воздух. Попытка Хэтфилда, по-видимому, увенчалась успехом, поэтому владельцы ранчо заплатили ему 100 долларов. Современные отчеты синоптиков описывали дождь как небольшую часть шторма, который уже надвигался, но сторонники Хэтфилда опровергают это.
Хэтфилд начал получать больше предложений о работе. Он пообещал Лос-Анджелесу 18 дюймов (46 см) дождя, по-видимому, преуспел и собрал гонорар в размере 1000 долларов. Для этого Хэтфилд построил свою башню на территории санатория Эсперанса в Альтадене, недалеко от каньона Рубио.
В 1906 году Хэтфилда пригласили на территорию Юкон, где он согласился создать дождь для рудников золотых приисков Клондайка. Контракт был рассчитан на 10 000 долларов, однако после провала Хэтфилд сбежал, заработав лишь 1100 долларов. Эта неудача не отпугнула его сторонников.
В 1915 году городской совет Сан-Диего обратился к Хэтфилду с просьбой вызвать дождь для заполнения городского водохранилища. Хэтфилд предложил производить дождь бесплатно, затем взимать 1000 долларов за дюйм (393,7 доллара за сантиметр) за расстояние от сорока до пятидесяти дюймов (от 1,02 до 1,27 м) и снова бесплатно за пятьдесят дюймов (1,27 м). Совет проголосовал четырьмя голосами против одного за сбор в размере 10 000 долларов, подлежащий уплате после заполнения резервуара. Официальное соглашение так и не было подписано, хотя Хэтфилд продолжал работу, основываясь на устном понимании. Хэтфилд вместе со своим братом построил башню на берегу озера Морена в начале Нового года. 5 января 1916 года начался сильный дождь, который постепенно усиливался день ото дня. Усиливающиеся наводнения разрушили мосты, остановили поезда и перерезали телефонные кабели, не говоря уже о затоплении домов и ферм. Две плотины вышли из берегов. Дождь прекратился 20 января, но возобновился два дня спустя. 27 января прорвало одну из плотин, что усилило разрушения и, как сообщается, привело к гибели около 20 человек. Хэтфилд пообщался с журналистами 4 февраля и заявил, что ущерб был нанесен не по его вине и что власти города должны были принять надлежащие меры предосторожности. Хэтфилд выполнил требования своего контракта — наполнил резервуар, — но городской совет отказался выплачивать деньги, если Хэтфилд не примет на себя ответственность за ущерб; общая сумма претензий составила 3,5 миллиона долларов.
Кроме того, не было подписано никакого письменного контракта. Хэтфилд попытался договориться о выплате в размере 4000 долларов, а затем подал в суд на совет. По результатам двух судебных процессов дождь был признан волей Бога, что освобождало Хэтфилда от ответственности.
Слава Хэтфилда только росла, и он получал все больше контрактов на создание дождя. Среди прочего, в 1929 году он попытался остановить лесной пожар в Гондурасе. Во время Великой депрессии бизнес Хэтфилда рухнул, ввиду чего ему пришлось вернуться к своей работе продавца швейных машин. Его супруга развелась с ним.

## Смерть
Чарльз Хэтфилд скончался в возрасте 82 лет 12 января 1958 года и был похоронен на кладбище мемориального парка Форест-Лоун в Глендейле, Калифорния. Секрет его формулы для вызова дождя остается нераскрытым и в настоящее время. Сам он позже заявлял, что успешно завершились порядка 500 его экспериментов. Большинство учёных, однако, считают Хэтфилда мошенником, умевшим заранее предсказывать погодные условия.

## Хэтфилд в поп — культуре
Американский певец и гитарист Джон Белл написал песню после прочтения истории о Хэтфилде в фермерском альманахе. Песня была впервые выпущена на альбоме Everyday в 1993 году.
История Хэтфилда вдохновила режиссёра Берта Ланкастера на киноленту 1956 года «Продавец дождя», основанную на одноименной пьесе. Хэтфилд был приглашен на премьеру фильма. Пьеса также легла в основу бродвейского мюзикла «110 в тени».
Вымышленная праправнучка Чарльза Хэтфилда продолжила его исследование в романе Т. Джефферсона Паркера 2007 года «Бегущие в бурю».
Чарльз Хэтфилд и наводнение в Сан-Диего были показаны в эпизоде проекта «Белый кролик» 2016 года на Netflix.
Чарльз Хэтфилд и его усилия по созданию дождя упоминаются в первой главе книги Марка Аракса 2019 года «Земля грез».